# لانگویو هایتس، واشینگتن
لانگویو هایتس (به انگلیسی: Longview Heights) یک منطقهٔ مسکونی در ایالات متحده آمریکا است که در شهرستان کائولیتز، واشینگتن واقع شده‌است. لانگویو هایتس ۱۱٫۱ کیلومتر مربع مساحت و ۳٬۸۵۱ نفر جمعیت دارد و ۲۷۰ متر بالاتر از سطح دریا واقع شده‌است.